# Madabhavi, Athni
Madabhavi là một làng thuộc tehsil Athni, huyện Belgaum, bang Karnataka, Ấn Độ.